# Marek Sośnicki
Marek Sośnicki (ur. 12 września 1966 w Kaliszu) – polski aktor, piosenkarz, muzyk, kompozytor, autor tekstów, producent muzyczny, reżyser, twórca i lider grupy Tamerlane.

## Życiorys
Ukończył II Liceum Ogólnokształcące im. Tadeusza Kościuszki w Kaliszu. Ukończył także, z tytułem magistra sztuki, Wydział Aktorski PWSFTviT w Łodzi.
W 1990 założył zespół Tamerlane, w którym grali m.in. Witold Karolak (pianino, aranżacje, kompozycje), Jacek Łągwa (instr. klawiszowe), Sławomir Romanowski (perkusja), Michał Ostaszewski (trąbka), Piotr Dembowski (gitara) i Ireneusz Walczak (gitara). W latach 90. był jednym z członków grupy wokalnej Hi Street, do której należał też m.in. Waldemar Goszcz. Współpracował z Michałem Wiśniewskim przy programie Jestem jaki jestem.
W 1993 roku został honorowym członkiem Międzynarodowej Organizacji Harmonii i otrzymał honorowy tytuł szlachecki z rąk Księcia Bugajewa oraz JW. Pawła Szabadin – Romanowa.

## Dyskografia
- 14th Century Soul (1991), wyd. D`ART.
- Tamerlane (1994), wyd. BMG Ariola Poland
- Christmas, wyd. Universal Music Polska
- Niepokonani, wyd. Polskie Radio PR 1 oraz Universal Music
- Live Session, wyd. Tamerlane

## Teledyski
- I'm a Liar – do filmu „Papierowe małżeństwo”, reż. filmu i video Krzysztof Lang; operator Krzysztof Ptak. Teledysk ten został nominowany do nagrody Bursztynowy Słowik za najlepszy teledysk roku 1991.
- Do M – zdjęcia Arthur Reinhart; reżyseria Marek Sośnicki teledysk i piosenka dwukrotnie wygrała plebiscyt Muzyczna Jedynka.
- 2 Children – reż. Maciej Dejczer, zdjęcia Paweł Edelman. Teledysk promował akcję charytatywną organizowaną przez Tamerlane we współpracy z Ministerstwem Kultury i Sztuki oraz Programem 2 Telewizji Polskiej.
- Zatrzymać chwilę – reż. Marek Sośnicki; zdjęcia Jarosław Żamojda teledysk otrzymał 1. nagrodę w plebiscycie „Muzyczna Jedynka”.
- Miłość, lato i ty – reż. Wojciech Smarzowski; zdjęcia Bartek Maj teledysk otrzymał 2. nagrodę w plebiscycie „Muzyczna Jedynka”.
- Dobre czasy – reż. Marek Sośnicki; zdjęcia Krzysztof Hejke teledysk promujący płytę Tamerlane (wyd. BMG Ariola).

## Role teatralne i filmowe
- Ariel – „Burza” W. Shakespeare w reżyserii Michała Pawlickiego
- Puk – „Sen Nocy Letniej” W. Shakespeare w reżyserii Henryka Rozena
- Hrabia Henryk – „Nie-Boska Komedia” Z. Krasińskiego w reżyserii Michała Pawlickiego
- Stary wdowiec – „Historia o starym wdowcu” w reżyserii Zofii Petri
- Narrator – „Gra Snów” A. Strindberga w reżyserii Macieja Prusa
- Monodram „Gombrowiczowszczyzna” – autor i reżyser Marek Sośnicki
- Franciszek Jaśmont – „Nad Niemnem” w reżyserii Z. Kuźmińskiego

## Dokonania artystyczne
Marek Sośnicki ma na swoim koncie ponad 500 koncertów w Polsce i za granicą. Najważniejsze z nich to:
- Opole 90 – nagroda Karolinka za debiut
- Sopot 91 – nagroda dziennikarzy i nagroda festiwalu w Karlshamn
- Sopot 92 – nominacje do bursztynowego słowika w kategorii:
  - najlepszy zespół
  - najlepszy debiut
  - najlepsza płyta
  - najlepszy wokalista
  - najlepszy teledysk
- Koncert poprzedzający show M. Jacksona – Moskwa w 1993 roku
- Koncert dla rodziny Romanow w Moskwie
- Prywatny Koncert dla Księcia i Księżnej Wessex w Krakowie
- Koncert z okazji 30-lecia Festiwalu Sopot
- Specjalny Koncert z okazji urodzin Królowej Elżbiety II w Ambasadzie Zjednoczonego Królestwa
- Koncert dla Księcia Antona Lichtenstein Cannes 92
- Koncert na Międzynarodowych Targach Turystyki – Berlin
- Nagranie piosenki do Filmu „Herkules” wytwórni W. Disneya – najlepsza wersja obcojęzyczna.
- Nagranie piosenki z orkiestrą symfoniczną Symfonia Warsovia i Chórem Alla Pollacka z okazji 50-lecia UNICEF
- Współpracował przy organizacji koncertów między innymi: Montserrat Caballé, Barbary Hendriks, Michaela Jacksona, Bruce’a Springsteena.